# Roundup (Montana)
Roundup és l'única ciutat i seu del Comtat de Musselshell a l'estat de Montana dels Estats Units d'Amèrica.

## Demografia
Segons el Cens dels Estats Units del 2000 Roundup tenia 1.931 habitants, 833 habitatges, i 498 famílies. La densitat de població era de 556,4 habitants per km².
Dels 833 habitatges en un 29,2% hi vivien nens de menys de 18 anys, en un 47,9% hi vivien parelles casades, en un 8,9% dones solteres, i en un 40,1% no eren unitats familiars. En el 36,7% dels habitatges hi vivien persones soles el 19,7% de les quals corresponia a persones de 65 anys o més que vivien soles. El nombre mitjà de persones vivint en cada habitatge era de 2,25 i el nombre mitjà de persones que vivien en cada família era de 2,96.
Per edats la població es repartia de la següent manera: un 25% tenia menys de 18 anys, un 6,2% entre 18 i 24, un 24,3% entre 25 i 44, un 22,6% de 45 a 60 i un 21,9% 65 anys o més.
L'edat mediana era de 42 anys. Per cada 100 dones de 18 o més anys hi havia 85,6 homes.
La renda mediana per habitatge era de 23.144 $ i la renda mediana per família de 31.129 $. Els homes tenien una renda mediana de 25.875 $ mentre que les dones 17.011 $. La renda per capita de la població era de 15.123 $. Aproximadament el 13,7% de les famílies i el 20,3% de la població estaven per davall del llindar de pobresa.

## Poblacions properes
El següent diagrama mostra les poblacions més properes.